# Туранска раса
Туранска раса (рус. Южносибирская раса) је један од подтипова шире кавказоидне расе. У радној антропологији, овакав расни подтип је присутан код становништва аутохтоног у централној Азији. Овај назив потиче од туранских језика (уралско-алтајски), па је на основу тога други назив за овај подтип уралско-алтајска раса.
Турански расни подтип настао је мешањем европеидног и монголоидног становништва и као такав је највише уочљив код туркијских народа централне Азије, међутим јавља се и у одређеним групама сибирског и монголског порекла (нпр. Ојрати и Хакаси).
Идеја туранске расе почела је да игра значајну улогу у пантуркизму - за време 19.-20. века. „Турска раса“ је предложена као европеидни подтип у периоду европске литературе.